# Jackson & Perkins
Jackson & Perkins Company (J&P) fue fundada en 1872 por Albert E. Jackson (1807-1895) & Charles H. Perkins (1840-1924) es la empresa de Viveros creadores de obtentores y cultivadores de híbridos de rosas desde 1882.
En 1984 R.J. Reynolds Development Corporation se hace con el control de Jackson & Perkins. El 4 de mayo de 2010 se declara la bancarrota de Jackson & Perkins.

## Historia

### Inicios
El nombre de la compañía proviene de los dos socios que iniciaron el negocio, Charles H. Perkins (1840-1924) y su suegro, Albert E. Jackson (1807-1895). La compañía comenzó en 1872 en Newark (Nueva York) como una granja de camión. Los productos con los que comerciaban eran fresas, frambuesas y uvas. Los intereses de Charles se desviaron de la producción de fruta al negocio del Vivero al por mayor. Incluyó las parras y las ventas al por menor a los viveros de arbustos cercanos.
En 1882, Charles quedó impresionado con la propagación de las rosas. En 1884, contrató a Alvin Miller como capataz de su recién creado negocio de la rosa. Miller, un productor de híbridos, se dirige a desarrollar una rosa especial nueva en el mercado rosa. Su primer éxito, introducida en 1901, fue la rosa 'Dorothy Perkins', llamado así por la nieta de Charles Perkins (más tarde: Dorothy Estabrook). En 1908, esta rosa ganó los máximos honores en la Royal National Rose Society. También se inició una larga tradición de nombrar rosas por la gente en general. Esta rosa ha sido mencionado por varios autores en sus obras como de FS Fitzgerald. 
Jackson & Perkins en esos momentos era un asunto de familia, cuando, en 1928, Charles "Charlie" Perkins, sobrino del fundador, sucedió a su primo George C. Perkins como Presidente. Amplió la participación de la compañía en la hibridación de rosas con la contratación del Dr. Jean Henri Nicolas, un hibridador francés conocido internacionalmente, para encabezar el nuevo departamento de la hibridación de rosas en expansión. La casa de la familia en Newark, conocida como el Jackson-Perkins House, fue incluida en el National Register of Historic Places en 2006.
Después de la muerte del Dr. Nicolas en 1937, Eugene Boerner, su suplente, se convirtió en el hibridador principal en J & P. Boerner ha hecho grandes progresos en la clase floribunda de la rosa, un nombre de clasificación acuñado por C.H. Perkins, un primo de Charles. En 1939, Boerner aumentó la reserva de rosas de J & P recogiendo 10.000 esquejes de los productores en Europa. Estos esquejes fueron fundamentales en el éxito de la propagación de nuevas variedades.
J&P, junto con otros productores innovadores, querían un grado de protección para las plantas nuevas que lanzaban. El congreso de Estados Unidos, en 1931 extendió la protección de patentes a las plantas de los viveros, por lo cual se desarrollaron e introdujeron nuevas plantas para el comercio por parte de los viveros. Esta ley otorga a los titulares de patentes un periodo de siete años de producción libres de competencia.

### Feria mundial de la rosa
La 1939 New York World's Fair resultó ser el lugar perfecto para Jackson & Perkins en la introducción de sus rosas en la nación. Charlie Perkins participó en la exposición con un jardín de 10,000 pies² (930 m²) de exhibición de 8,000 rosas. La rosa 'World's Fair', una roja floribunda fue la estrella de la exhibición.
Aproximadamente 40.000 personas se inscribieron para tener información o que les fuera enviada la rosa 'World's Fair'. Esto le dio a la compañía una lista de clientes ya hecha. Los catálogos fueron desarrollados, y el negocio de pedidos por correo Jackson & Perkins, el primer servicio de pedido por correo de viveros en el país, se puso en marcha.
'World's Fair' fue la ganadora del primer concurso de All-America Rose Selections, seguida de una cadena de ganadores. 'Katherine T. Marshall' ganó en 1944. 'Fashion' una rosa de color coral-melocotón, ganó el concurso AARS en 1950. Los años siguientes trajeron una serie de campeones: 'Vogue', 'Ma Perkins', 'Jiminy Cricket', 'White Bouquet', 'Gold Cup', e 'Ivory Fashion'. Eugene Boerner ganó 14 honores All-America para sus rosas, incluyendo tres premios más después de su muerte.
Las rosas Jackson & Perkins se convirtieron en las estrellas del mundo de la rosa, no solo por el desarrollo de híbridos, sino también debido a la atención que se presta a nombrar las nuevas introducciones. 'Blaze' y 'Fashion' tienen un atractivo duradero. Nombres de estrellas del mundo del cine, tal como 'Cary Grant', 'Dolly Parton', 'Kate Smith', y 'Arlene Francis' podría ayudar a impulsar una rosa a la popularidad. Muchas de estas rosas están todavía en producción.

### Posterior a la Familia Perkins

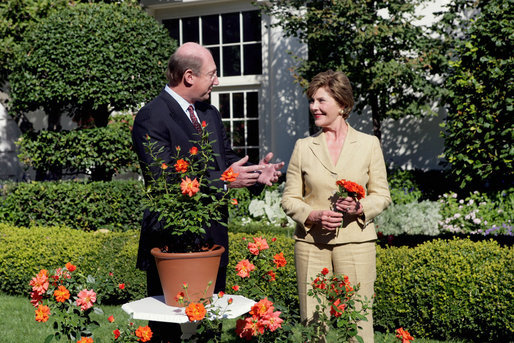
Harry and David CEO Bill Williams y la primera dama Laura Bush en la rosaleda de la Casa Blanca durante la inauguración de la rosa 'Laura Bush' de Jackson & Perkins en 2006

Charlie Perkins murió en 1963, seguido por Gene Boerner cuatro años más tarde. en 1966, la compañía Jackson & Perkins fue adquirida por Harry and David, la mayor empresa del mundo de venta por correo de fruta. Bear Creek Corporation, y Organización paraguas, se formó sobre las compañías "Harry and David" y "Jackson & Perkins" en 1972. Jackson & Perkins centrado su negocio de venta por correo, mientras que Bear Creek Gardens supervisó un centro de jardinería, el mercado de masas, y las ventas de invernaderos.
"Harry and David" trasladó al equipo de hibridación de la rosa a Tustin (California) y contrató a William Warriner para que continuara la hibridación de Boerner. Introdujo tres híbridos, desarrollados por Gene Boerner, que ganó premios AARS: 'Gay Princess in 1967, Gene Boerner' en 1969, y 'First Prize' en 1970. Luego pasó a ganar diecinueve premios All-America por sus introducciones de rosas mientras trabajaba en los híbridos J&P.
En 1984, la empresa fue vendida a R.J. Reynolds Development Corporation. El Dr. Keith Zary sucedió a Bill Warriner como Director of Research for J&P roses en 1985. Él y su equipo continuaron la tradición ganadora de premios AARS con nueve premios más AARS incluyendo 'Mardi Gras', el ganador 2008 premio AARS. 
"Bear Creek Corporation" adquirió Armstrong Nurseries en 1987. Este antiguo rival de "J&P" en la industria de la rosa que había sido una empresa familiar. Eran un miembro fundador de AARS y celebran muchos premios por sus rosas. Variedades patentadas incluyen a 'Double Delight' 'Olympiad' 'Fire 'N' Ice' y 'Crystalline'.
En 1986, "Bear Creek Corporation", la cual incluía a Jackson & Perkins, fue adquirida por Shaklee Corporation, la que a su vez fue adquirida por Yamanouchi Pharmaceutical Co. Ltd de Japón en 1989.
En 1997, "Jackson & Perkins" comenzó la venta por Internet de rosas. Lo que antes era "Bear Creek Gardens" ahora era "Jackson & Perkins Wholesale". Más de 300,000 plantones se cultivan y evaluado cada año en el centro de investigación a las afueras de Somis (California). Jackson & Perkins wholesale (JPW) fue creada para vender a los centros de jardinería local, así como la gran distribución. 
El 10 de abril de 2007, "Harry and David Holdings" vendió la mayor parte de los activos de Jackson & Perkins a un grupo de inversión encabezado por "Donald and Glenda Hachenberger". "The Hachenberger investment group" también posee intereses en el Park Seed Company.
El 4 de mayo de 2010 se declara la bancarrota de Jackson & Perkins.

## A.E. Jackson & C.H. Perkins
hibridador 1884-? Alvin Miller

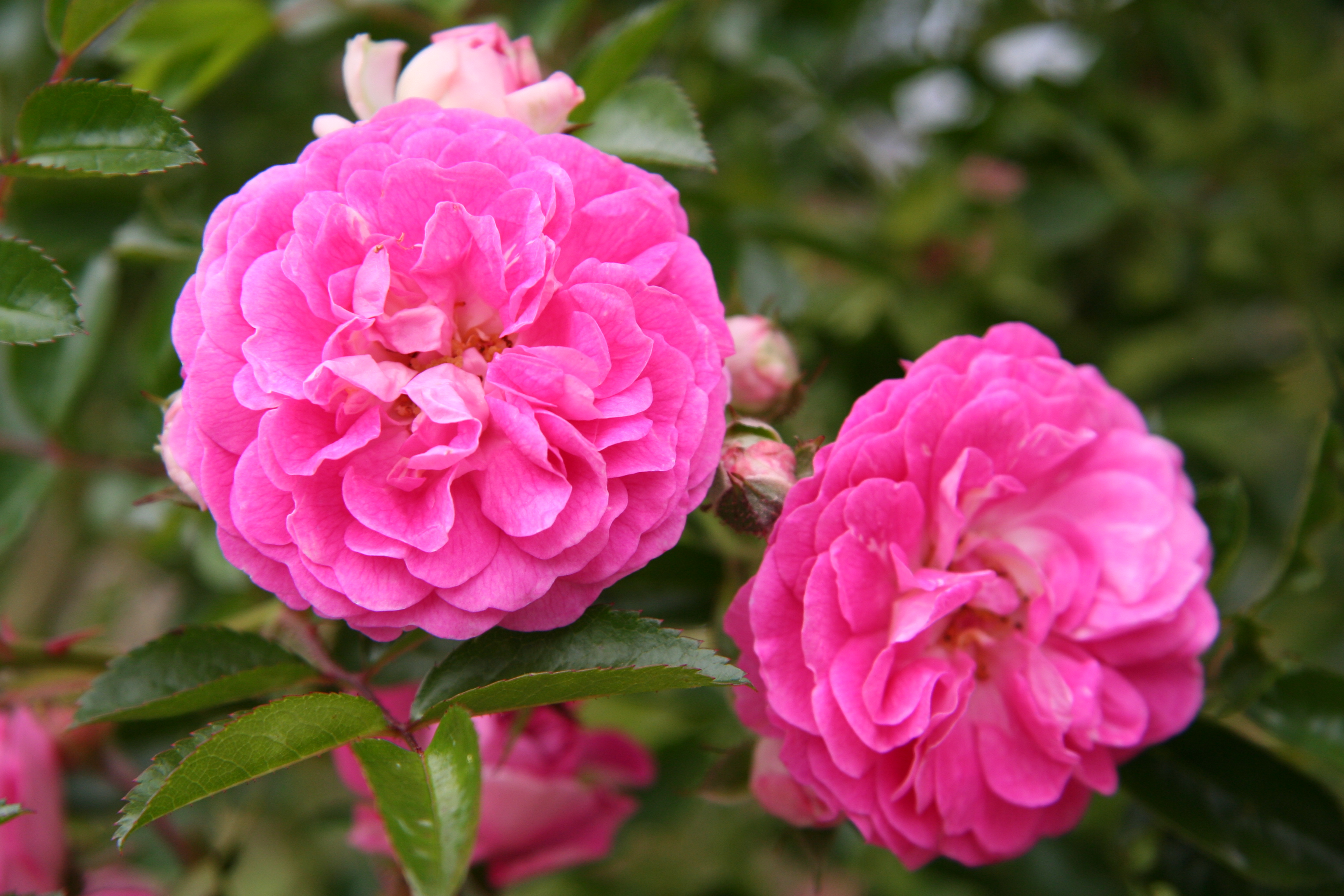
'Dorothy Perkins', 1901. El primer gran éxito de cultivar de rosa introducido por Jackson & Perkins.

## Familiares de Perkins
1910-1928 George C. Perkins
1928-1963 Charles "Charlie" Perkins

hibridador 1928-1937 Dr. Jean H. Nicolas (Nichols) (1875-1937)

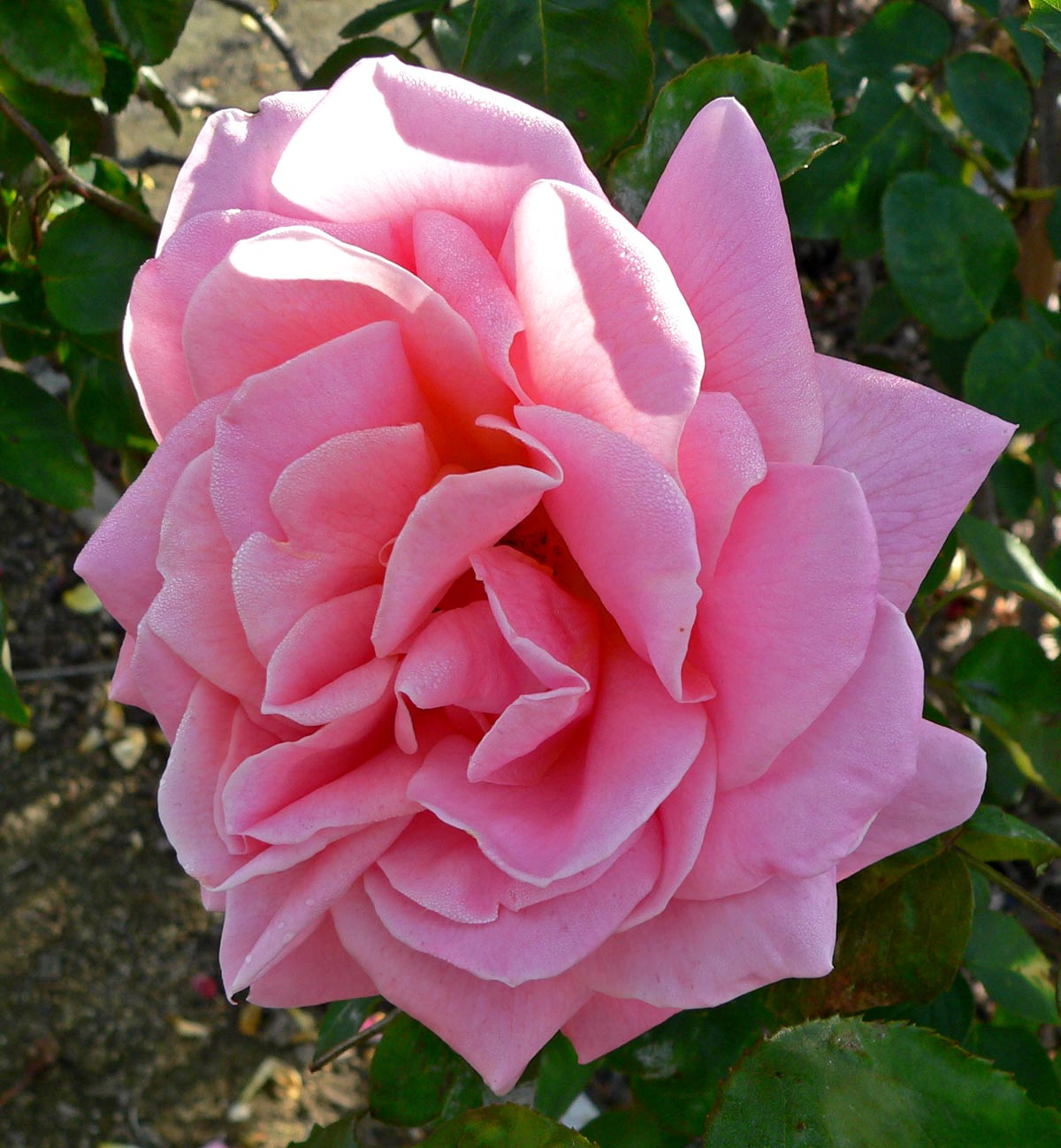
'Mary Margaret McBride', 1942.

hibridador 1937-1966 Eugene Boerner (1893-1966)

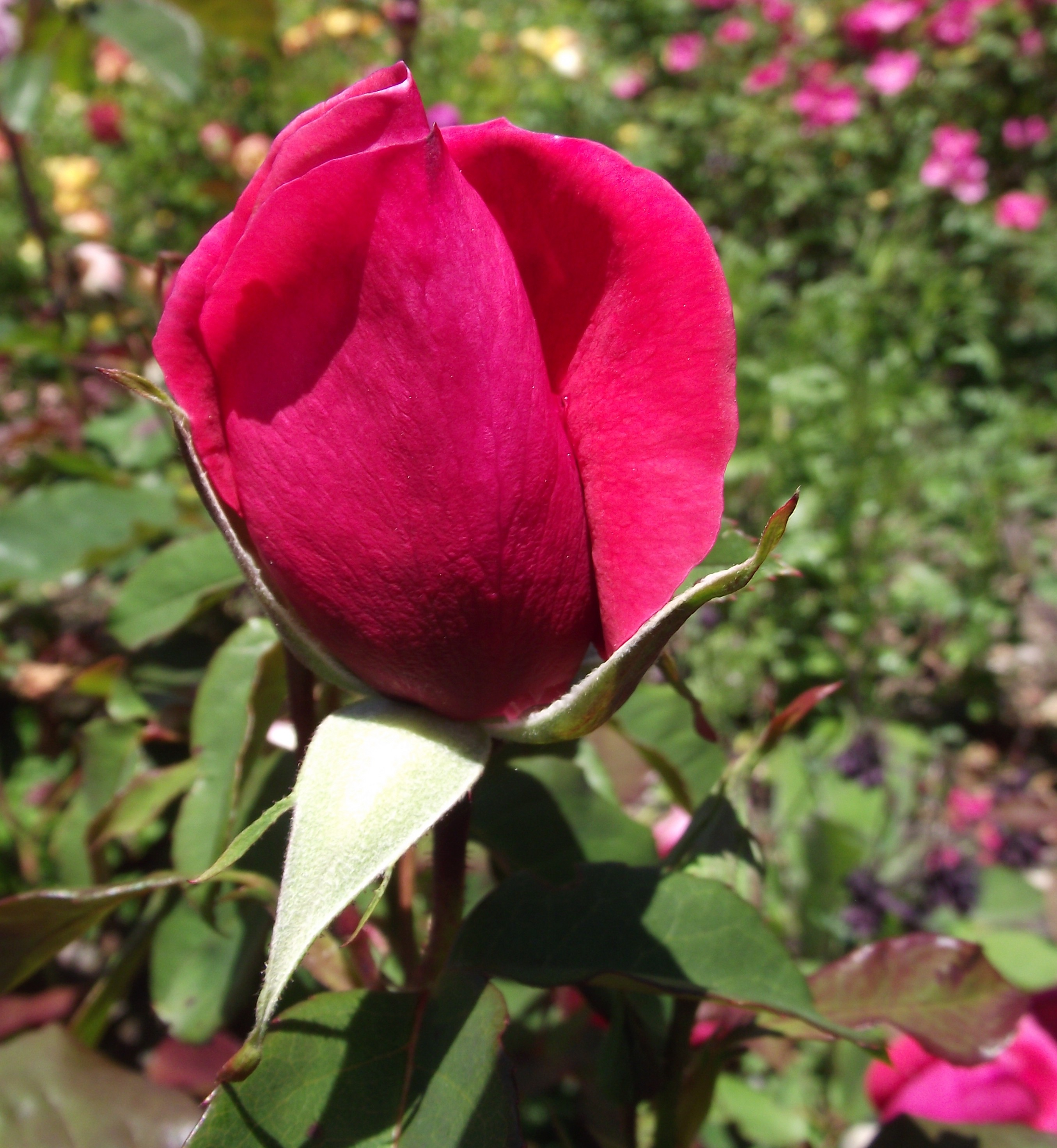
'Vogue', 1951.
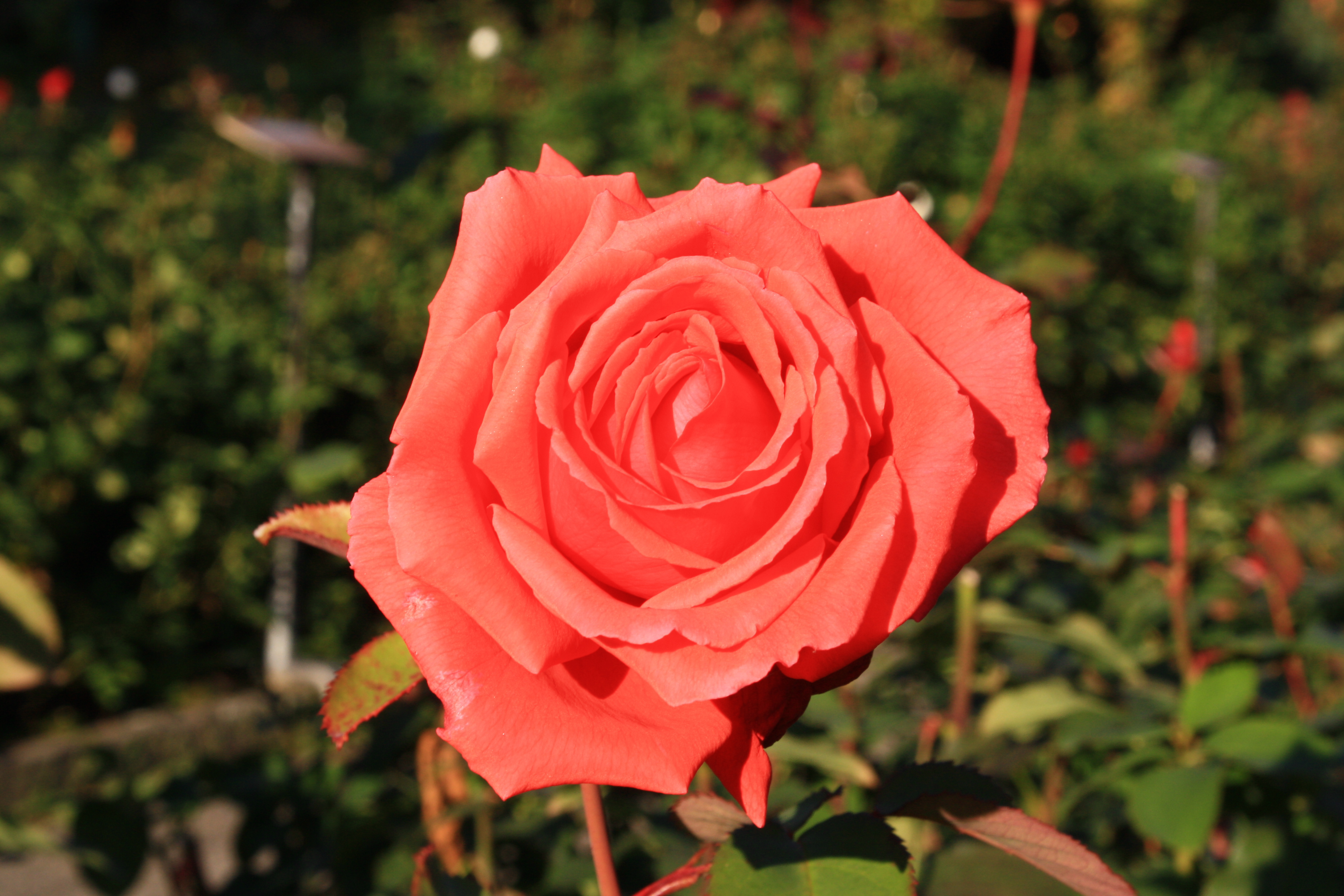
'Coral Dawn', 1952.
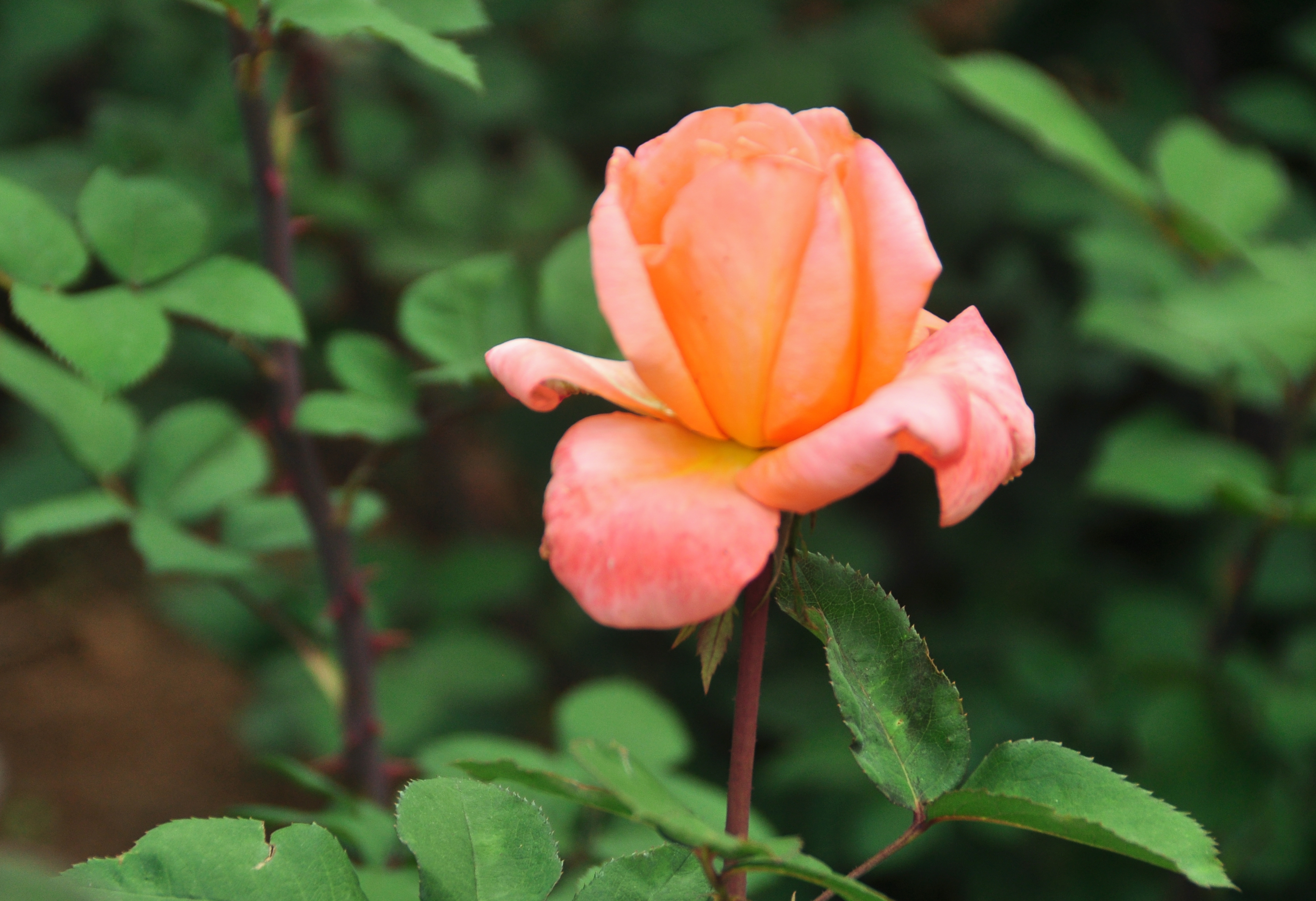
'Favorita', 1954.
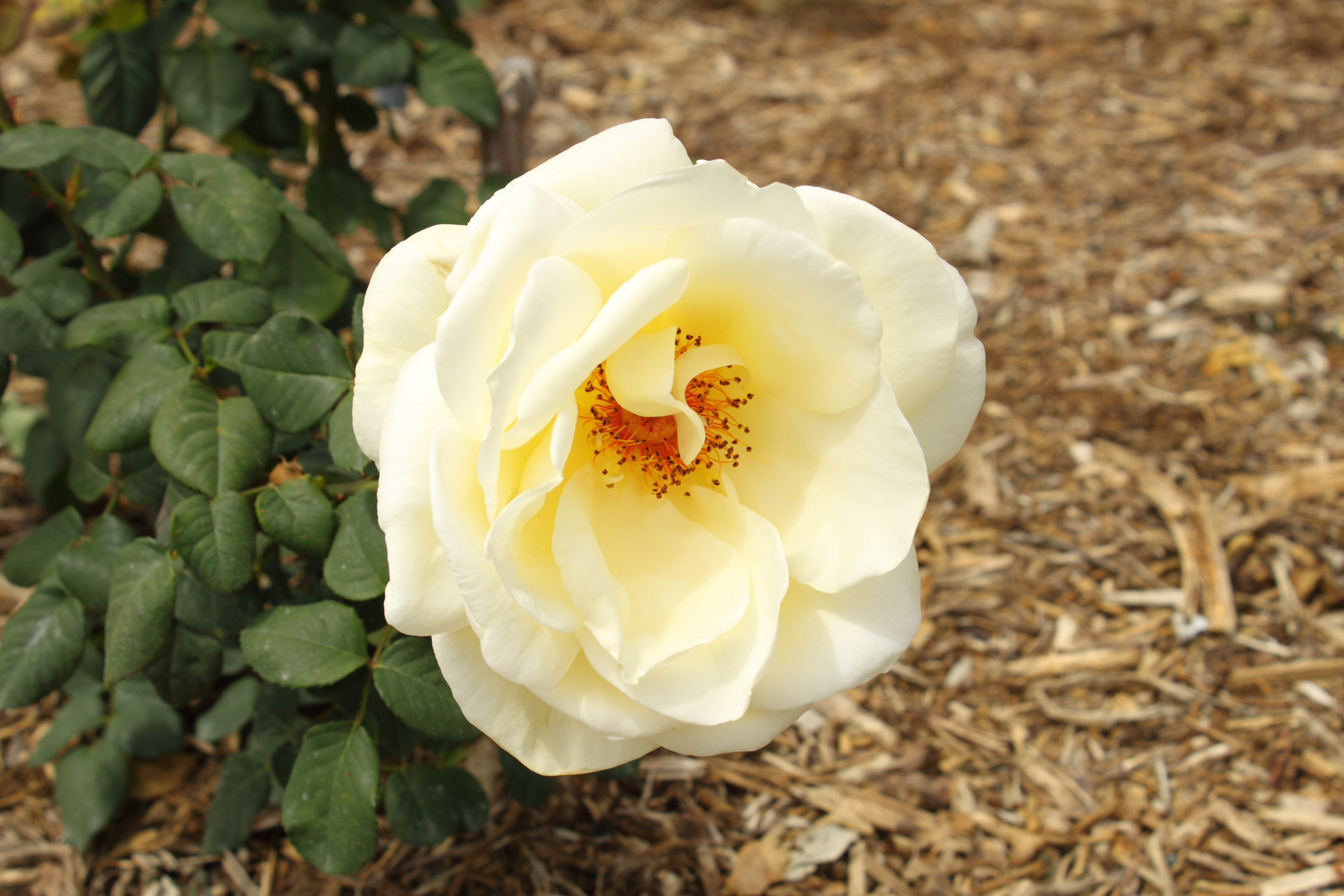
'Ivory Fashion', 1958.
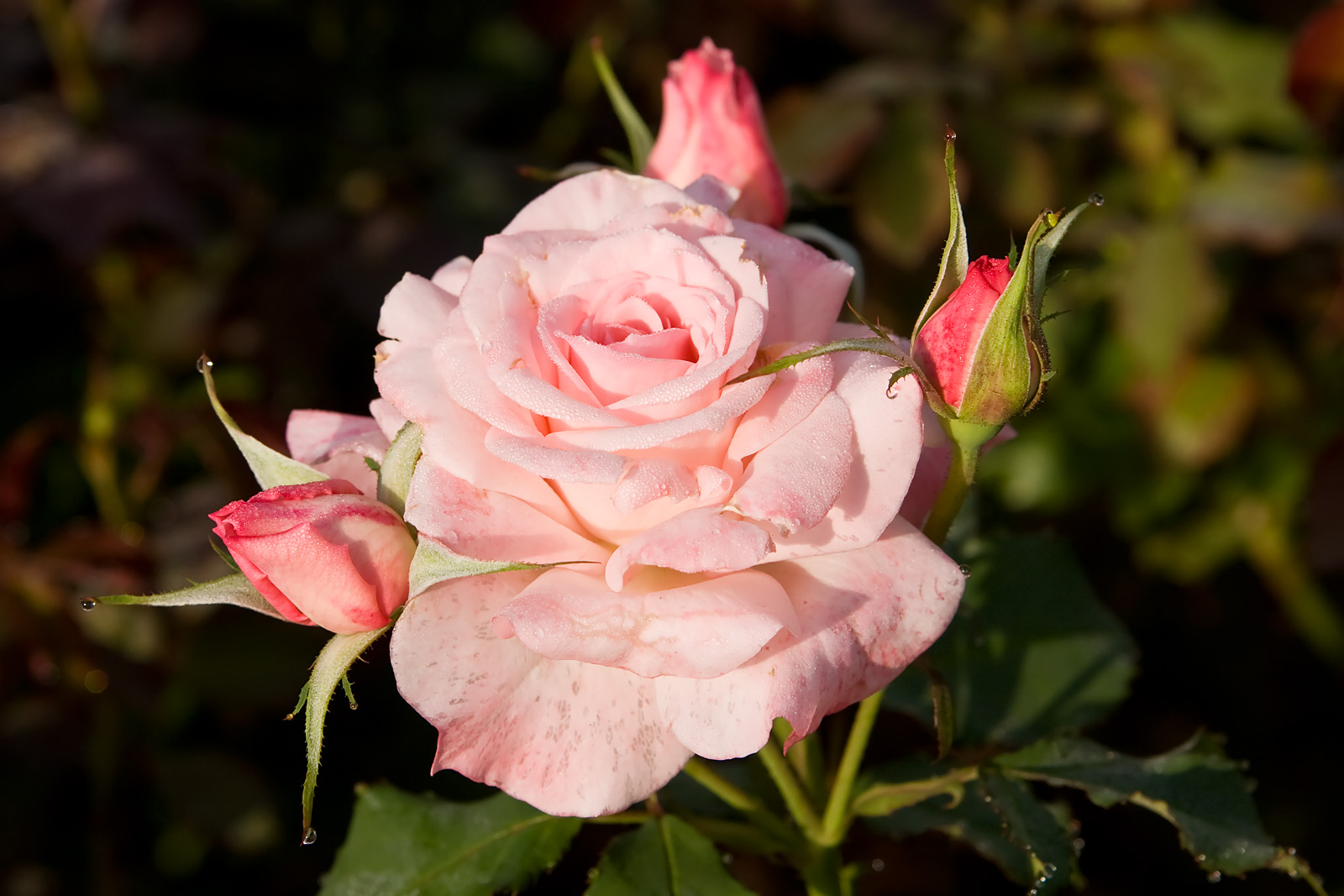
'Bridal Pink', 1967.

## Harry & David
1966 comprado por Harry & David
hibridador 1963-1984 William "Bill" Warriner

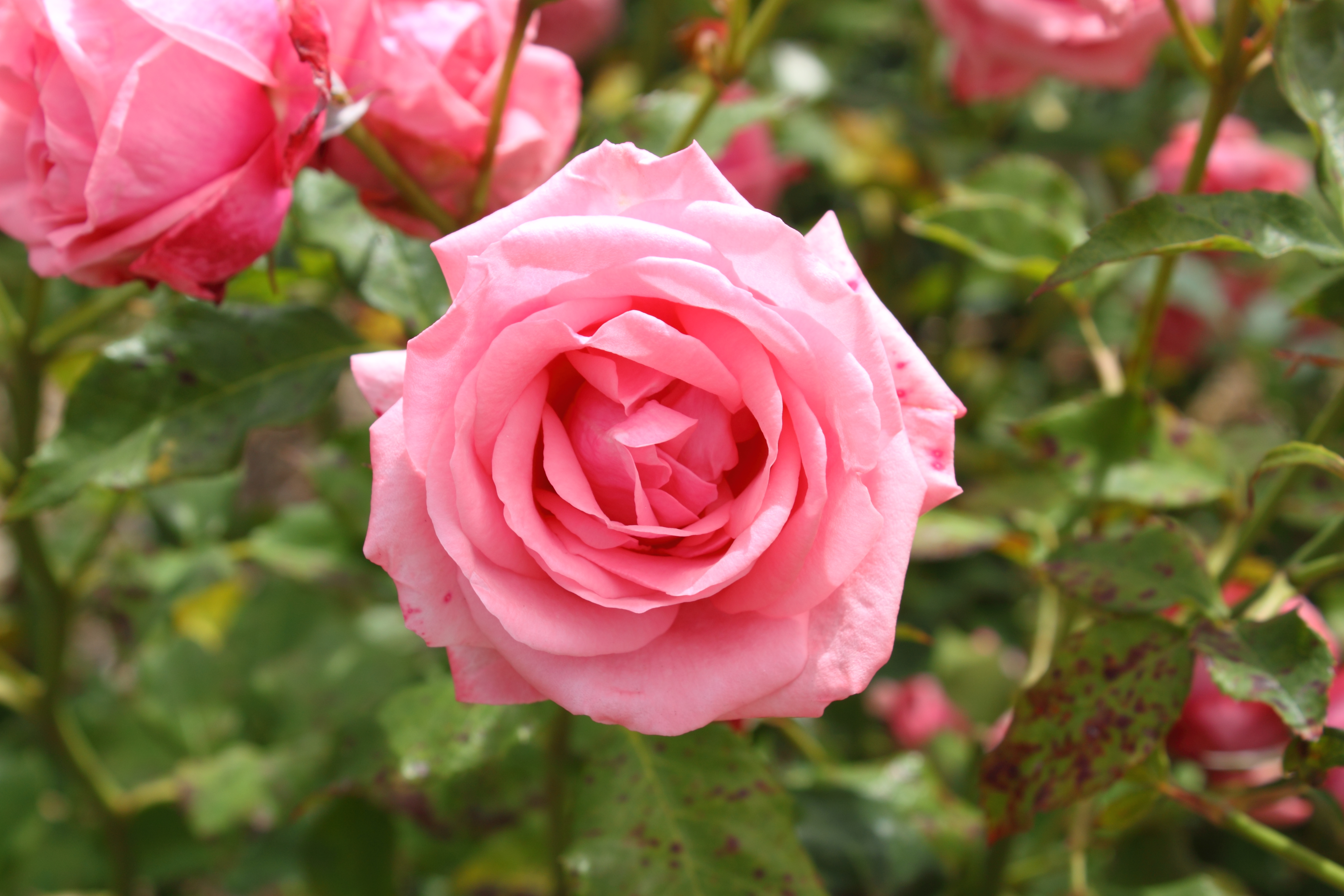
'Gene Boerner', 1968.
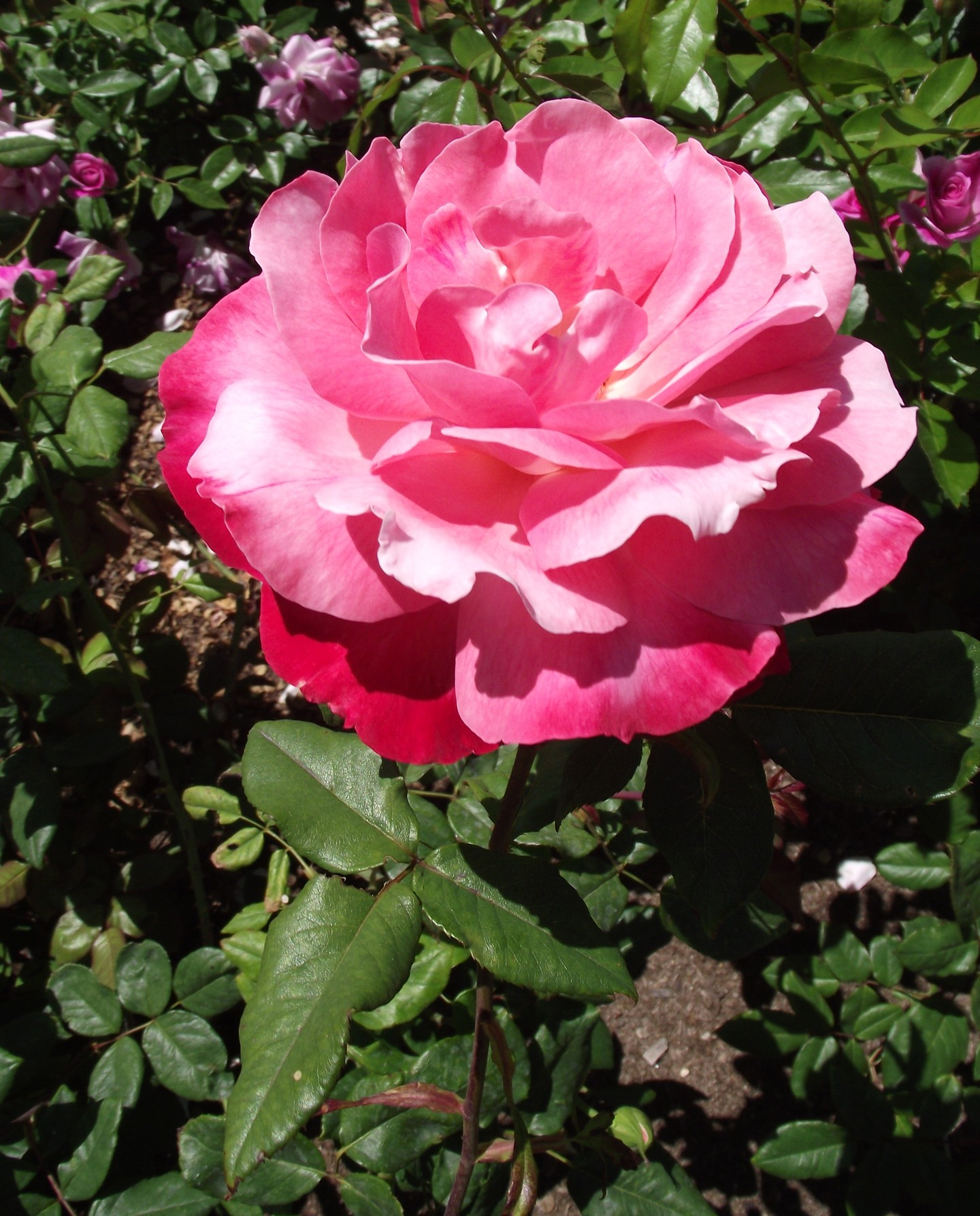
Color Magic, 1975.
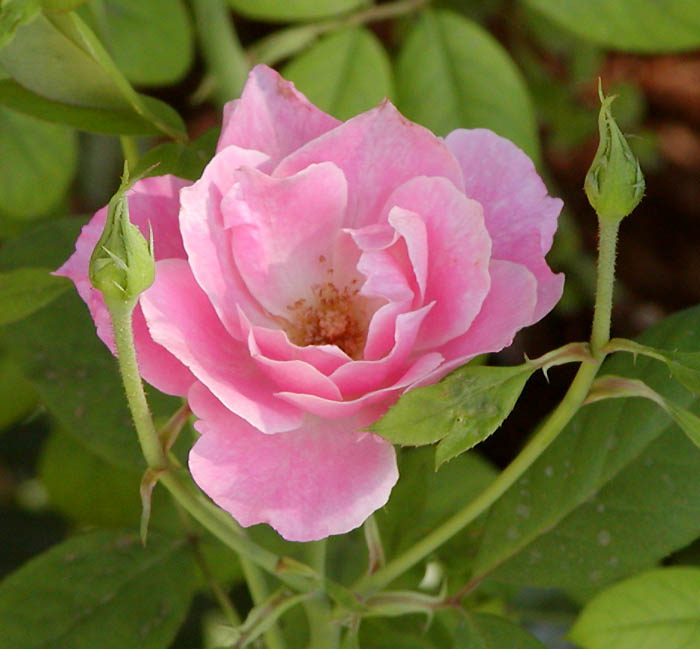
'Simplicity', 1978.
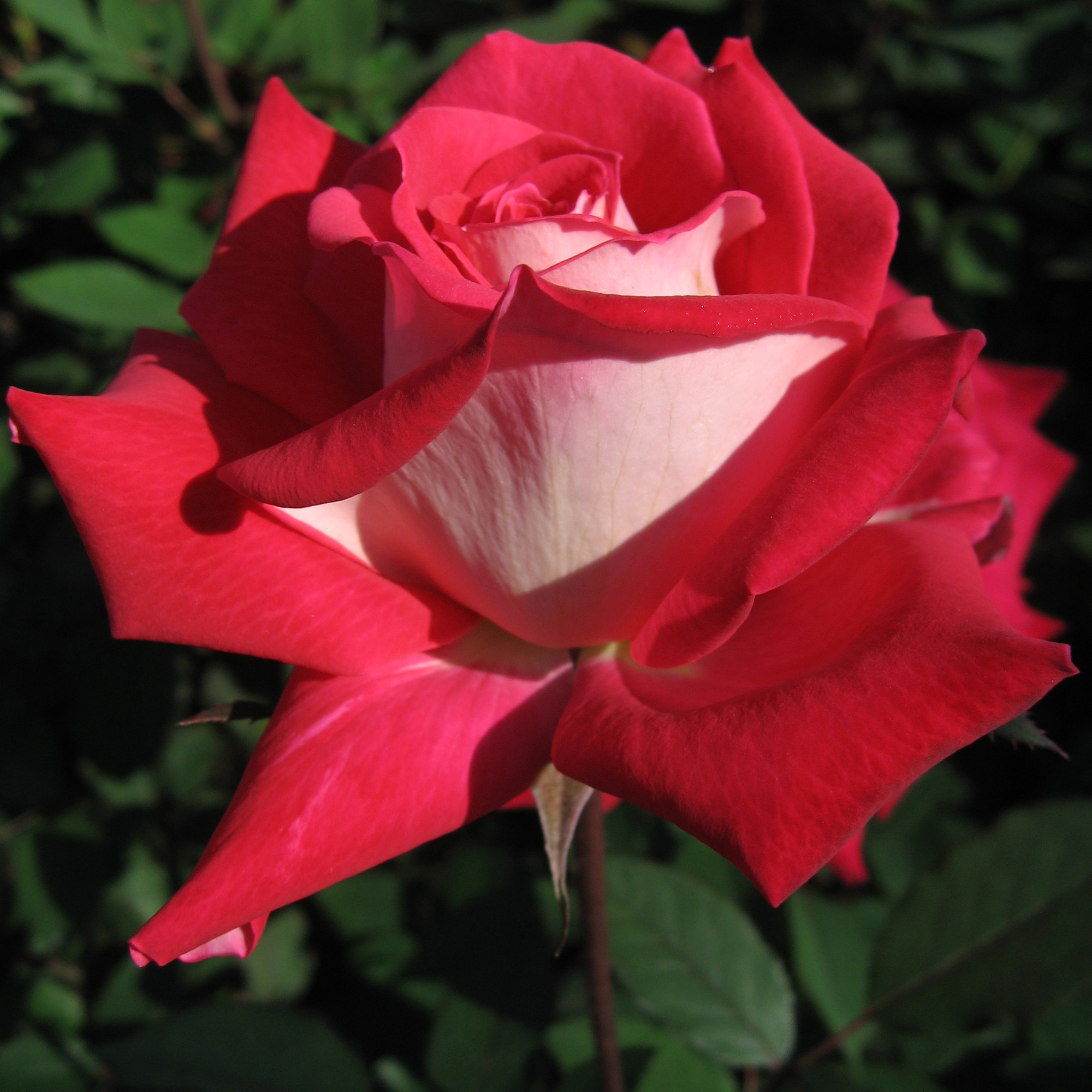
'Love', 1980.
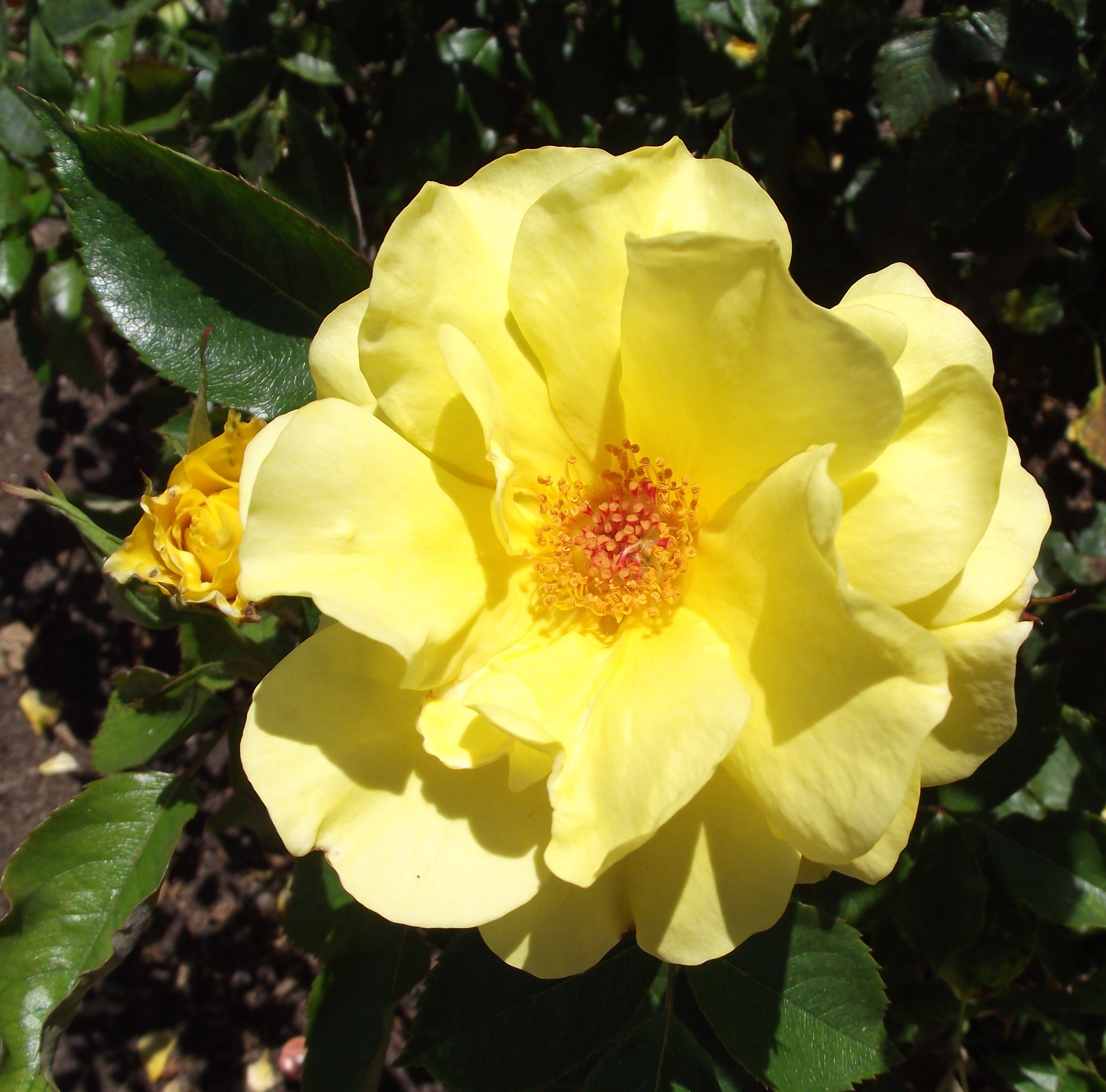
'Sun Flare', 1981.
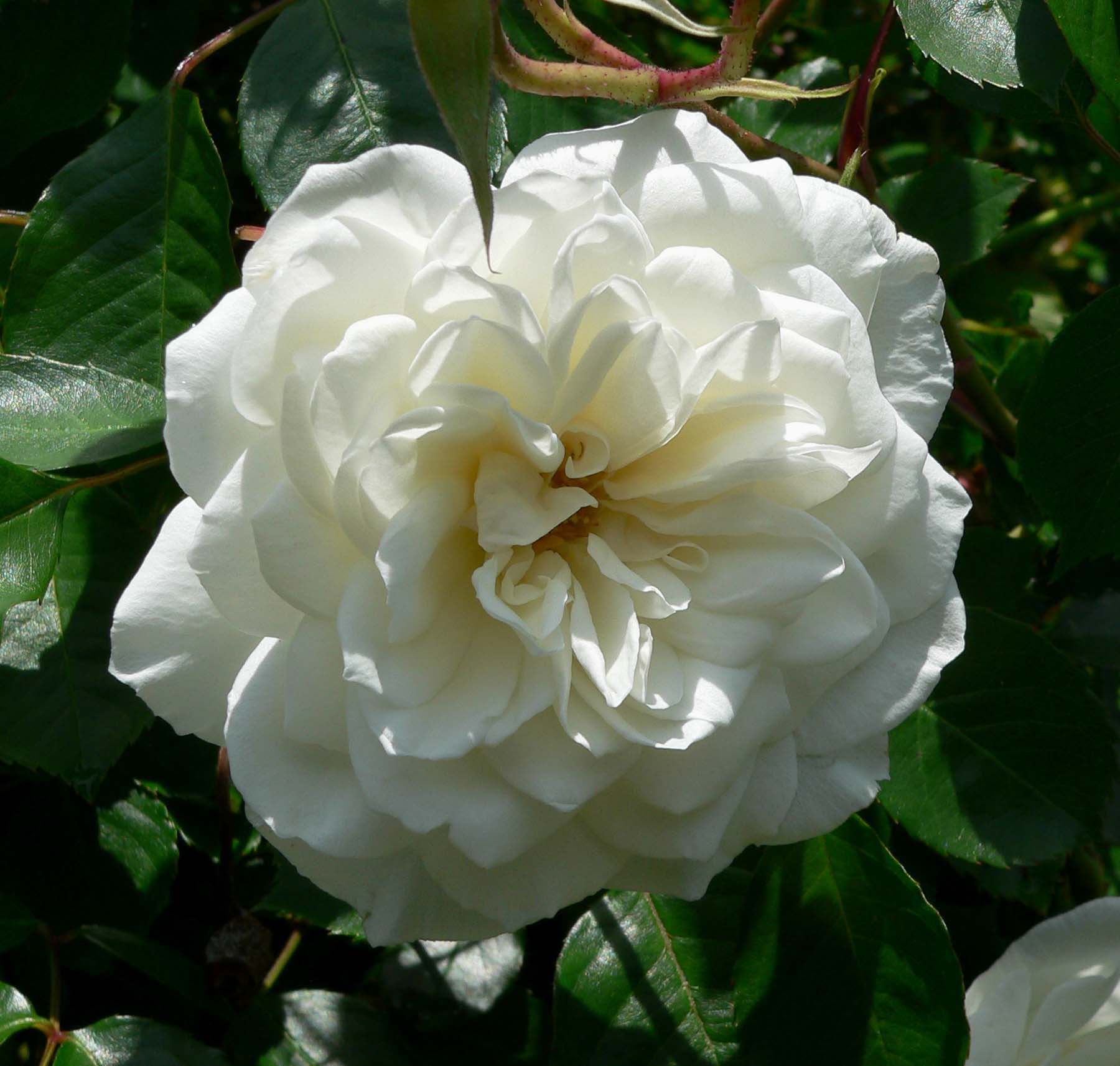
'Lace Cascade', 1992.
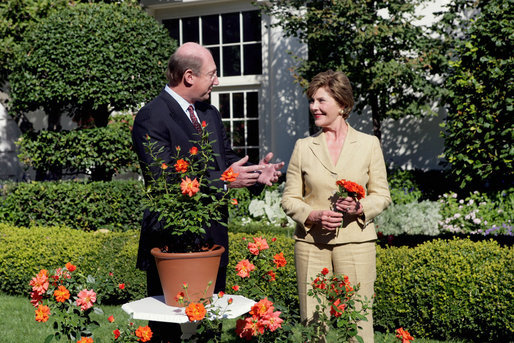
'Laura Bush', 2006.

## R.J. Reynolds Development Corporation
En 1984 comprado por R.J. Reynolds Development Corporation
hibridador 1985- Dr. Keith Zary

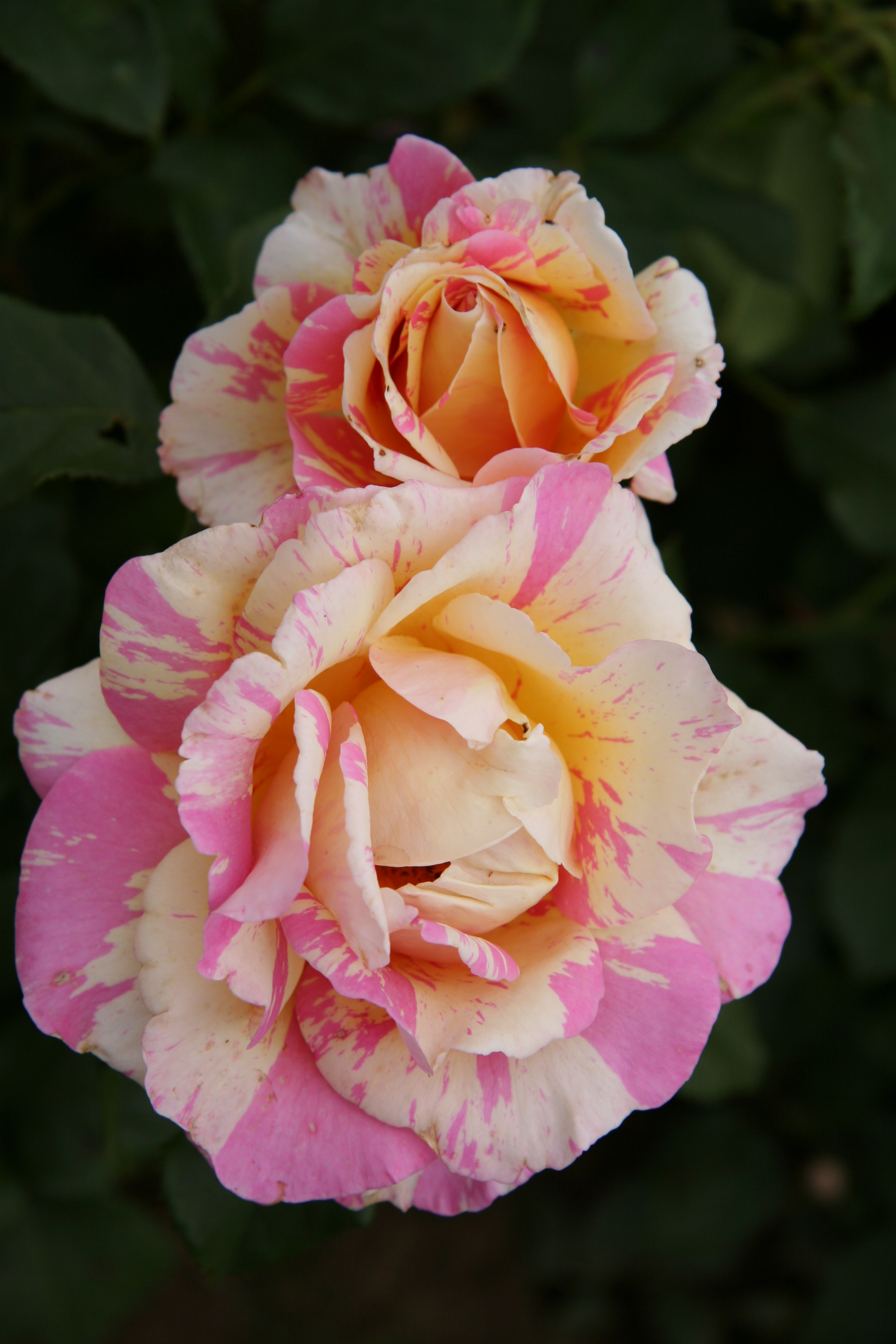
'Claude Monet', 1992.
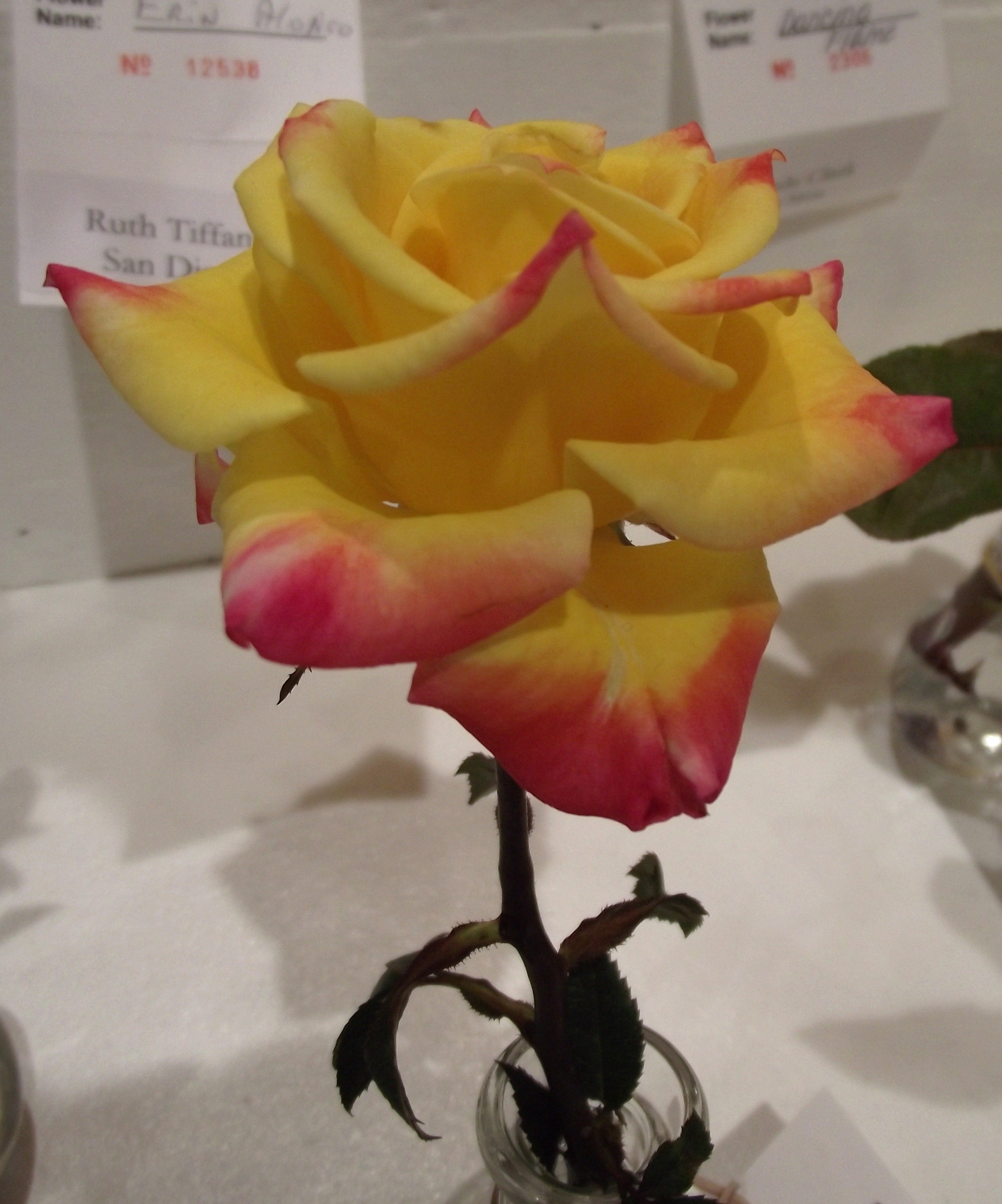
'Bees Knees', 1998.
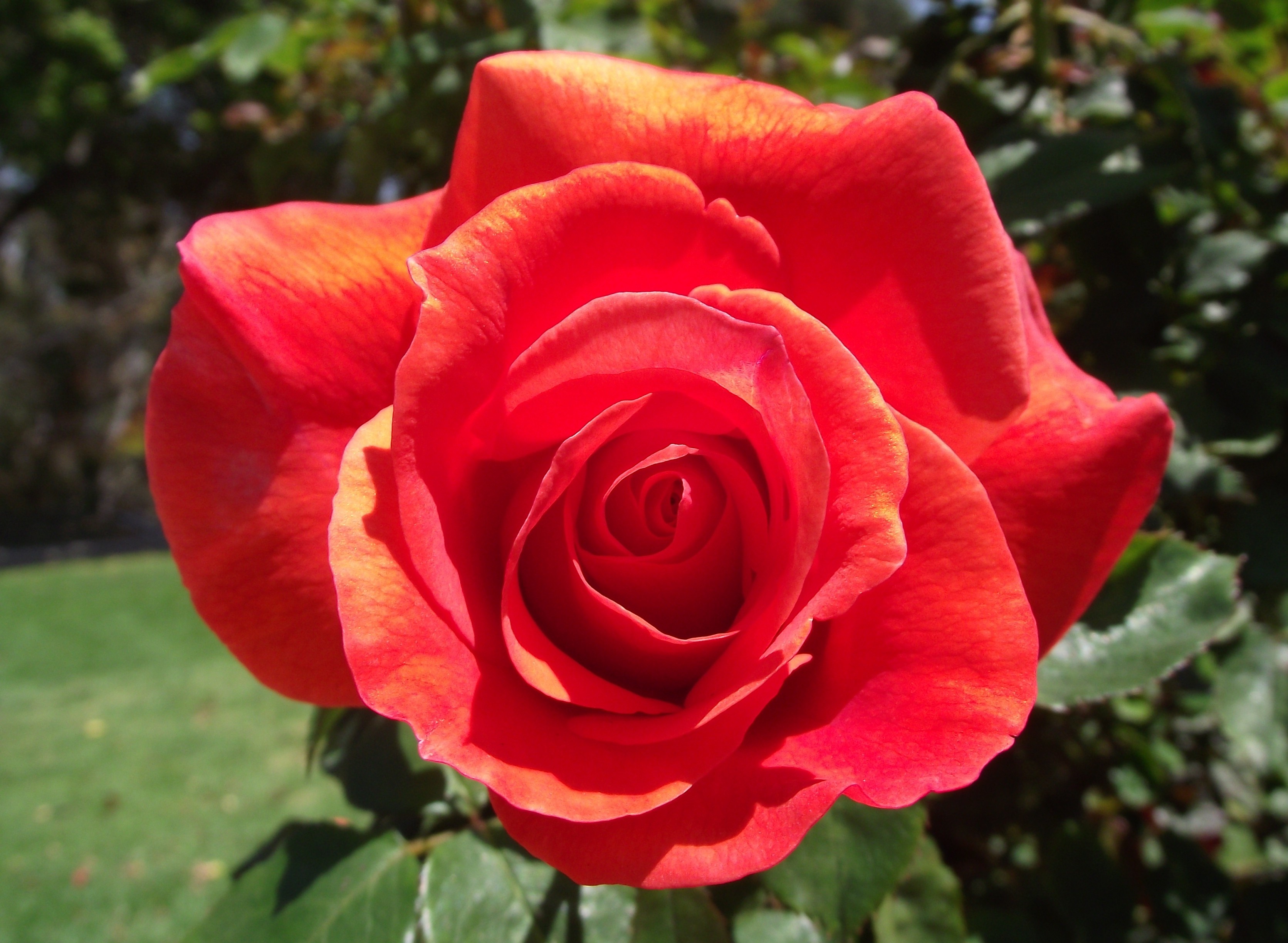
'Candelabra', 1998.
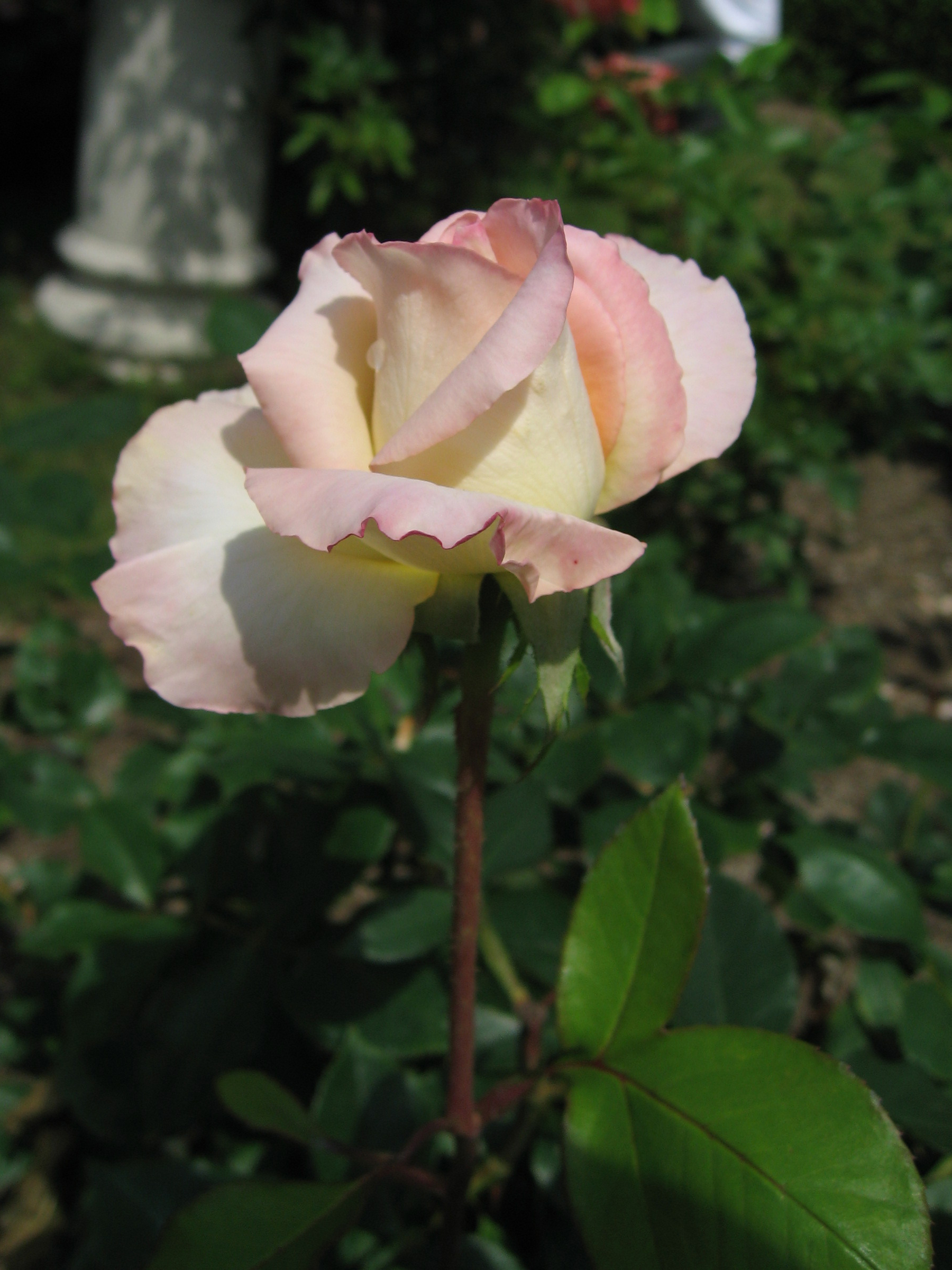
'Diana, Princess of Wales', 1999.
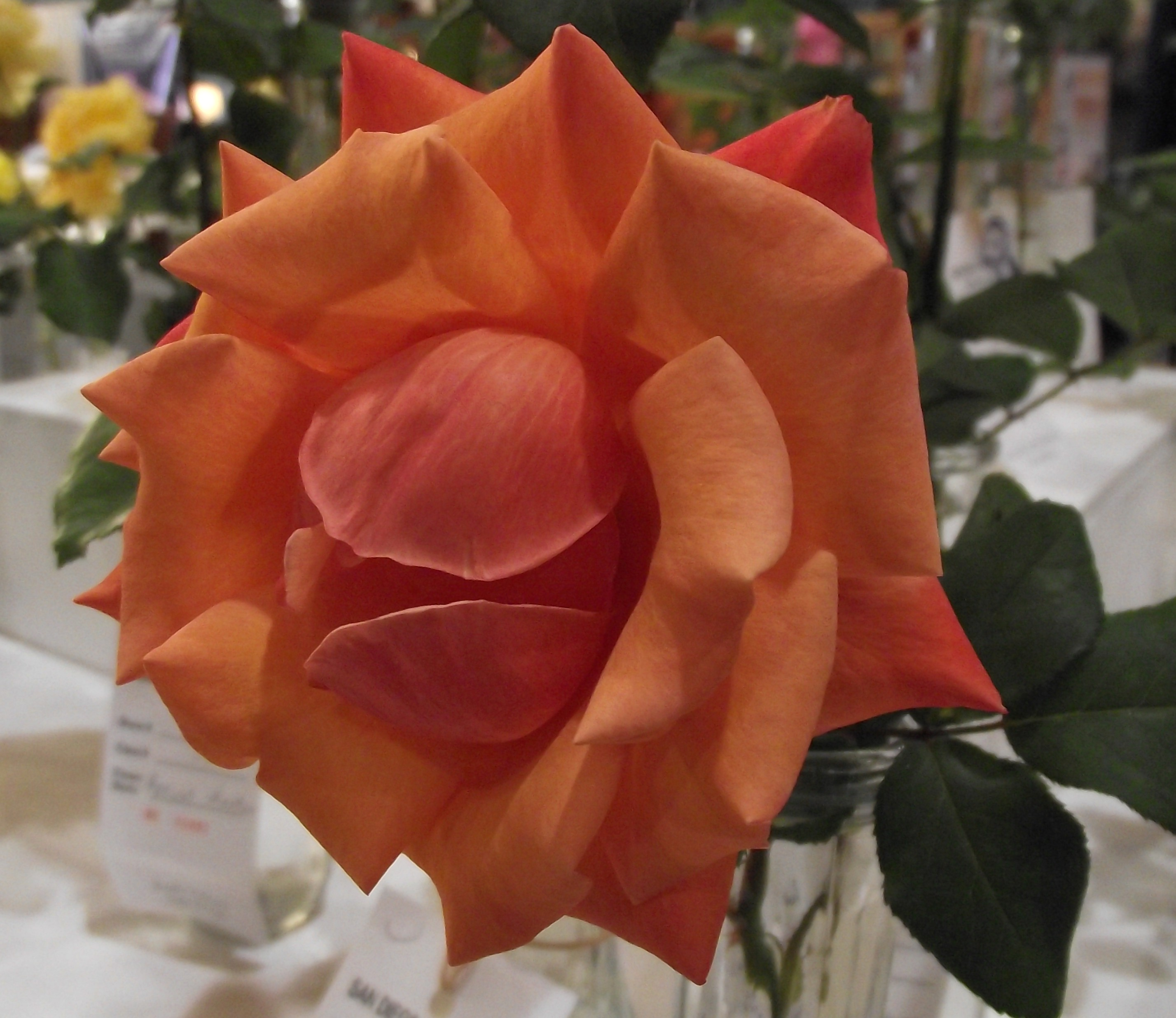
'Tuscan Sun', < 2002.
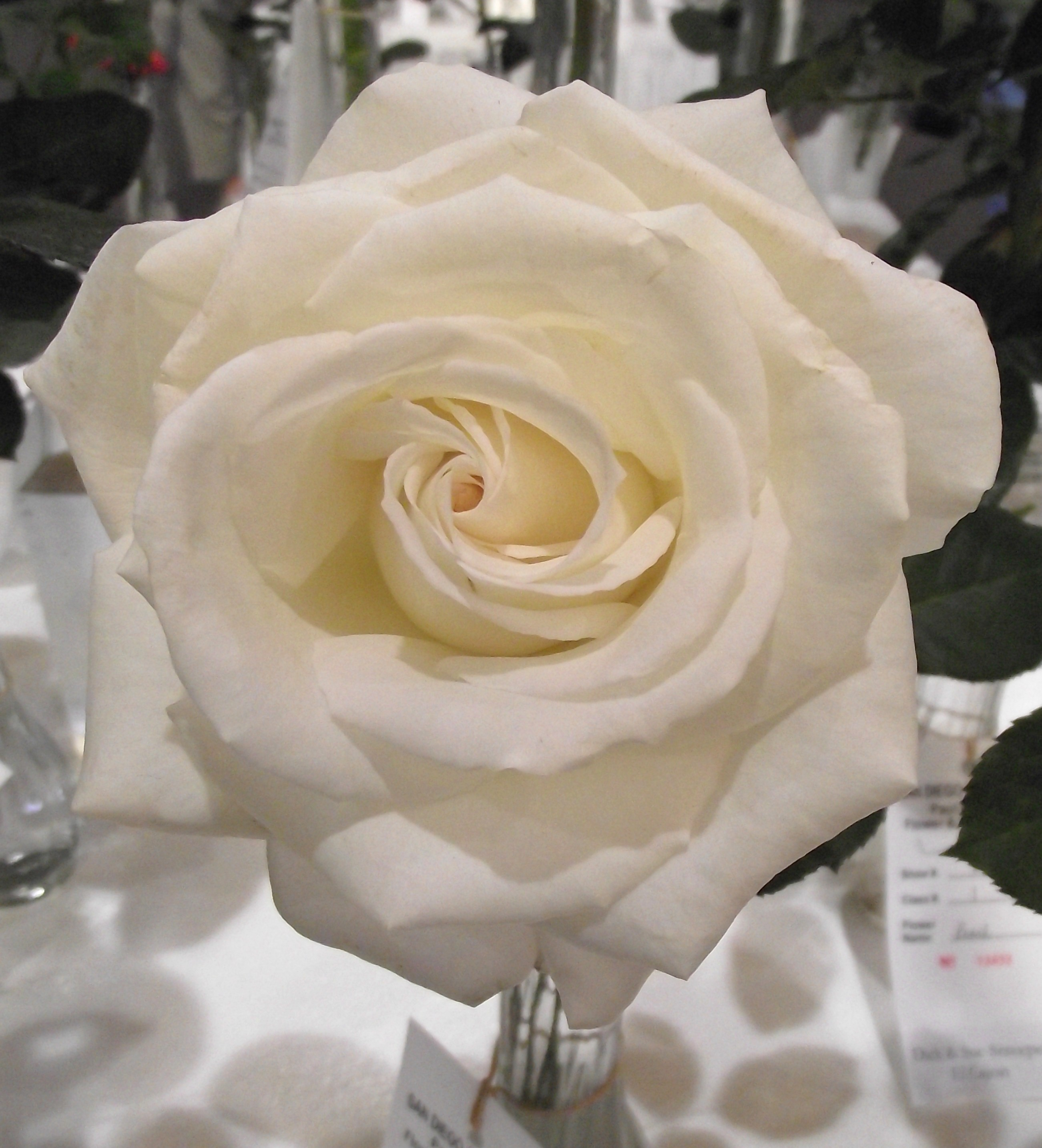
'Pope John Paul II', < 2006.
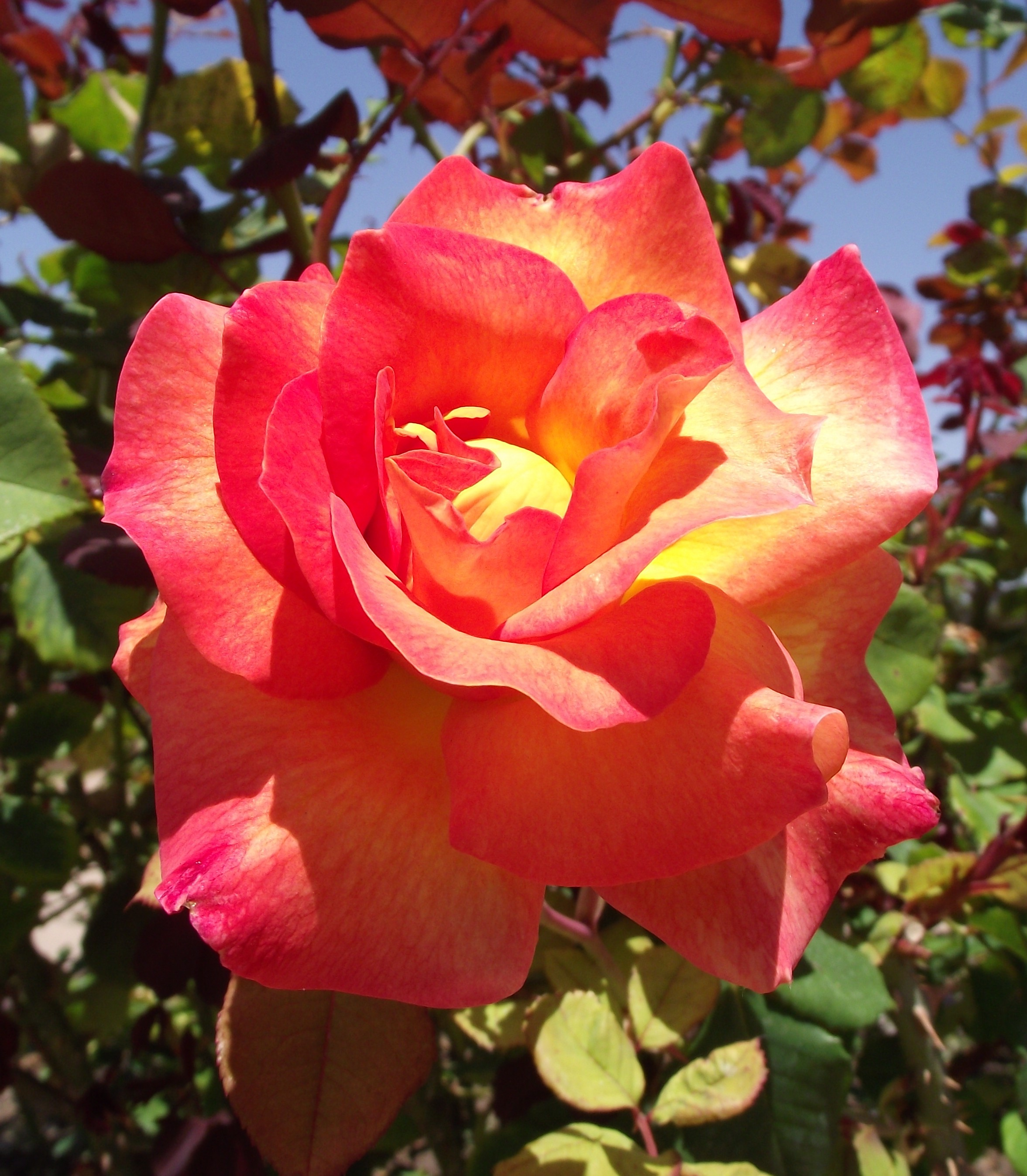
Mardi Gras, 2007.